# Самоцвет (посёлок)
Самоцвет — посёлок в Алапаевском районе Свердловской области России. Входит в муниципальное образование Алапаевское. Управляется Самоцветным территориальным управлением.

## География
Посёлок Самоцвет расположен в 28 километрах на юг от города Алапаевска.

### Часовой пояс
Самоцвет, как и вся Свердловская область, находится в часовой зоне МСК+2. Смещение применяемого времени относительно UTC составляет +5:00.

## Население
| 2002 | 2010 |
| ---- | ---- |
| 305  | ↘284 |

## Инфраструктура
В Самоцвете шесть улиц: Железнодорожная, Зелёная, Напольная, Новая, Советская и Школьная.